# Stella Nyanzi

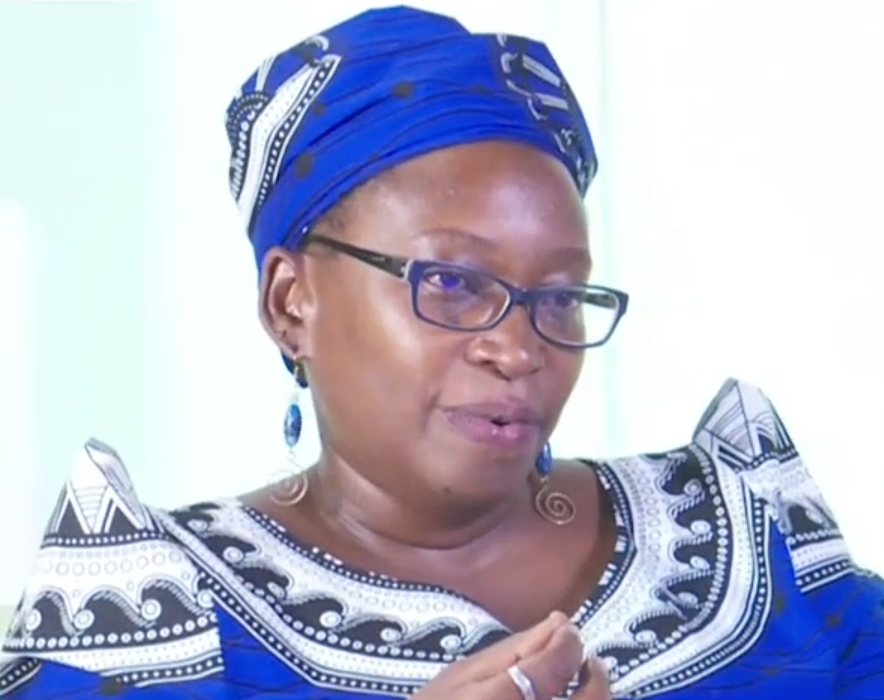
Nyanzi (2020)

Stella Nyanzi (sinh ngày 16 tháng 6 năm 1974) là một nhà nhân chủng học y tế, nhà nữ quyền, nhà hoạt động vì quyền giới tính thứ ba, và học giả về tình dục, kế hoạch hóa gia đình và sức khỏe cộng đồng người Uganda. Cô đã bị bắt vào năm 2017 vì đã xúc phạm tổng thống Uganda.

## Giáo dục
Stella Nyanzi đã nhận bằng Cử nhân Nghệ thuật về Truyền thông và Văn học đại học tại Đại học Makerere, nơi cô học từ năm 1993 đến 1996.
Cô nhận bằng Thạc sĩ Khoa học Nhân học Y khoa tại Đại học College London, nơi cô học từ 1999 đến 2000.
Cô đã nhận bằng Tiến sĩ Nhân chủng học tại Trường Y học Nhiệt đới và Vệ sinh Luân Đôn, nơi cô học ngành nhân chủng học xã hội, tình dục, và chính sách thanh niên và sức khỏe từ năm 2003 đến năm 2008 
Cô đã thực hiện nghiên cứu về tình dục giới trẻ ở Uganda, và cả ở Gambia năm 2005.

## Nghề nghiệp
Stella Nyanzi bắt đầu sự nghiệp của mình vào năm 1997 với tư cách là Phó Nghiên cứu Khoa học Xã hội tại Chương trình của Hội đồng Nghiên cứu Y khoa (Anh) ở Uganda, nơi cô làm việc cho đến tháng 9 năm 2002.
Sau đó, cô nhận được một vị trí làm việc mới là Nhà nhân chủng học địa phương tại Phòng thí nghiệm của Hội đồng nghiên cứu y tế, Gambia, nơi cô làm việc trong một năm. Cô rời vị trí đó để theo đuổi bằng tiến sĩ tại London.
Năm 2009, Stella Nyanzi bắt đầu tại Đại học Makerere với tư cách là Nhà nghiên cứu của Dự án Nghiên cứu về Luật, Giới tính & Giới tính, với tư cách là thành viên của Khoa Luật, nơi cô làm việc cho đến tháng 12 năm 2013. Sau đó, cô làm Nghiên cứu sinh tại Viện nghiên cứu xã hội Makerere cho đến năm 2016. Trong khi ở đó, cô được yêu cầu giảng bài trong chương trình tiến sĩ mới, được gọi là Dự án PHD Mamdani, nhưng đã từ chối. Văn phòng của cô đã bị đóng cửa và, trong một ví dụ về thực hành văn hóa nữ quyền Tây Phi về điều mà học giả Naminata Diabate đã gọi là " cơ quan khỏa thân ", đã phản đối ông chủ bằng cách khỏa thân.
Sau khi bị bắt vào năm 2017, cô đã bị Đại học Makerere ngừng hợp tác. Cô đã kháng cáo quyết định của tòa án kháng cáo của Đại học Makerere, chỉ đạo rằng cô được phục hồi, thăng cấp lên cấp độ của một nghiên cứu viên có hiệu lực ngay lập tức và trả lại tiền lương. Các trường đại học từ chối tuân theo quyết định của tòa án. Vì vậy, cô đã đệ đơn kiện trường đại học yêu cầu phục hồi và trả lại tiền lương. Đáp lại, vào tháng 12 năm 2018, trường đại học trên đã sa thải cô cùng với 45 học giả khác, cho rằng hợp đồng của cô đã hết hạn.
Stella Nyanzi cũng đã thực hiện công việc tư vấn cho các tổ chức nghiên cứu xã hội khác nhau bên ngoài Uganda và The Gambia.

## Nghiên cứu
Stella Nyanzi là một học giả được trích dẫn tốt trong các lĩnh vực của mình, với 54 bài báo và 1.432 trích dẫn vào cuối năm 2018. Trong số các bài báo trích dẫn nhiều nhất của bà là những cuộc đàm phán Uganda trẻ của các mối quan hệ tình dục, thái độ đối với xét nghiệm HIV trong nhóm phụ nữ Uganda thai, kiểm soát phụ nữ Uganda của qua quan hệ tình dục, thái độ người đàn ông Uganda của hướng sử dụng biện pháp tránh thai, và hành vi tình dục của nhiều nhóm. Cô cũng là một trong những học giả đầu tiên công bố nghiên cứu về đồng tính luyến ái châu Phi.